# Caliris pallens
Caliris pallens es una especie de mantis de la familia Tarachodidae.

## Distribución geográfica
Se encuentra en China.